# 神奈川駅 (東急)
神奈川駅（かながわえき）は、かつて東京横浜電鉄→東京急行電鉄東横線に存在した鉄道駅である。

## 概要
東京横浜電鉄（東横）が東横線の建設を行うに当たって、1926年（大正15年）に横浜側の仮終着駅として開設したのが本駅である。当時は近接して東海道本線にも神奈川駅、京浜電気鉄道に京浜神奈川駅が設けられており、また近くを横浜市電も通っていたことから、暫定ターミナルであっても市街へのアクセスを果たすことはできた。場所は高島山トンネルを抜けて線路がカーブした先、国鉄駅に隣接した場所で、山側に面してホームが設けられていた。
東横ではその後、予定通り横浜駅（2代目、現在の高島町辺り）までの路線延伸工事を進め、1928年（昭和3年）5月に高島駅（後に本横浜駅を経て高島町駅と改称、2004年（平成16年）1月廃止）までの延伸を果たす。更に10月には横浜駅が現在地に移転し、東横線も神奈川駅 - 本横浜駅間に横浜駅を新設した。なお、この時国鉄神奈川駅は廃止されたため、トンネルの出口付近へ東横線の駅も移転した。
1950年（昭和25年）、神奈川駅は横浜駅に近接していることもあり、廃駅となった。

## 歴史
- 1926年（大正15年）2月14日：東横線横浜側の終着駅として開設[1]。
- 1928年（昭和3年）
  - 5月28日：高島駅まで延伸[3]。
  - 10月15日：渋谷寄りの高島山トンネル出口付近に移転[1]。
- 1945年（昭和20年）
  - 5月29日：空襲で全焼[1]。
  - 7月25日：休止[1]。
- 1950年（昭和25年）4月8日：廃止[1]。

## 現況
神奈川駅跡周辺の東横線地上路線は2004年に地下化され、跡地は東横フラワー緑道として整備されている。神奈川駅跡付近には神奈川駅に関する説明板も設置されている。

## 隣の駅
東京急行電鉄
東横線
反町駅 - 神奈川駅 - 横浜駅